# Six Jours à Barcelone
Pour plus de détails, voir Fiche technique et Distribution.
Six Jours à Barcelone est une comédie franco-espagnole réalisée par Neus Ballus en 2021.

## Synopsis
Mohamed, dit Moha, jeune immigré marocain à Barcelone connaissant la plomberie et l'électricité, est embauché pour une semaine d'essai dans l'entreprise de Valero et son épouse Paqui. Pep, leur employé, va en effet bientôt prendre sa retraite. Paqui veut donner sa chance à Mohamed, mais Valero se montre très réticent. 
Cette semaine donnera à Mohamed l'occasion de pénétrer dans les logements de personnes très diverses et souvent originales, comme un centenaire qui lui enseigne ses secrets pour vivre vieux et en bonne santé, deux jeunes jumelles facétieuses qui les enferment sur un balcon, une photographe de mode séduite par le physique et la musculature du jeune plombier, et un psychologue vivant dans une maison connectée qui tentera de remettre la relation entre Valero et Mohamed sur de bons rails.  
Le soir, Mohamed suit des cours de catalan et se prépare sérieusement pour passer un examen, sous l’œil narquois de ses colocataires Hamid et Youssef.  
Le samedi, Valero et Paqui sont invités à un mariage. Mohamed, lui, est convaincu que sa période d'essai s'est mal passée, vue l'hostilité de Valero. Mais avant de partir pour le mariage, Valero se rend dans l'appartement de Mohamed pour lui apporter les photos de lui que la photographe a prises. Il semble qu'ils vont pouvoir se réconcilier et travailler ensemble.  

## Fiche technique
- Titre original : Sis dies corrents
- Titre français : Six jours à Barcelone
- Titre international : The Odd-job Men
- Réalisation : Neus Ballús
- Scénario : Neus Ballús, Margarita Melgar et Pau Subirós
- Musique : René-Marc Bini
- Photographie : Anna Molins
- Production : Miriam Porté
- Montage : Neus Ballús et Ariadna Ribas
- Décors : Marta Collell
- Costumes : Alba Costa
- Son : Elena Coderch
- Pays de production :  Espagne  France
- Langue originale : espagnol, catalan, amazigh
- Format : couleur
- Genre : comédie
- Durée : 85 minutes
- Dates de sortie :  
  - Suisse : 7 août 2021 (Festival international du Film de Locarno)
  - Canada : 9 septembre 2021 (Toronto International Film Festival)
  - Belgique : 16 octobre 2021 (Film Fest Gent)
  - France : 19 octobre 2021 (Festival du cinéma méditerranéen de Montpellier)
  - Espagne : 3 décembre 2021 (sortie en salles)
  - Suisse romande : 12 avril 2023 (sortie en salles)

## Distribution
- Mohamed Mellali : Moha
- Valero Escolar : Valero
- Pep Sarrà : Pep
- Paqui Becerra : Paqui

## Production
Les trois interprètes principaux ne sont pas des acteurs professionnels, mais de véritables plombiers-installateurs. 

## Accueil

### Distinctions
- Léopard d'or de la meilleure interprétation masculine au Festival international du film de Locarno 2021 : Mohamed Mellali et Valero Escolar[2]
- Festival international du film de Valladolid 2021 : épi d'argent et prix du public[3]
- Prix Gaudí 2022 :  
  - Meilleur film en langue catalane
  - Meilleure mise en scène pour Neus Ballús
  - Meilleure interprétation masculine pour Mohamed Mellali
  - Meilleur montage pour Ariadna Ribas
  - Meilleur acteur dans un second rôle pour Valero Escolar[4]
- Festival international du cinéma indépendant de Buenos Aires  2022 : Meilleur metteur en scène, compétition internationale, pour Neus Ballús[5]
- Festival Cinespaña 2022 : 
  - meilleures interprétations masculines pour Mohamed Mellali et Valero Escolar
  - meilleur scénario pour Neus Ballús et Margarita Melgar[6]
- Vevey International Funny Film Festival 2022 : Mention spéciale du Jury[7]